# 拉道尔
拉道尔（Radaur），是印度哈里亚纳邦Yamunanagar县的一个城镇。总人口11737（2001年）。

## 人口
该地2001年总人口11737人，其中男性6164人，女性5573人；0—6岁人口1397人，其中男806人，女591人；识字率71.53%，其中男性为75.78%，女性为66.84%。